# Monte-Carlo Golf Club

Monte-Carlo Golf Club är en monegaskisk golfklubb som sköter furstendömets enda golfbana som ligger i La Turbie i Frankrike, cirka 1,4 kilometer norr om Monaco. Anläggningen och golfklubben ägs av det statliga monegaskiska tjänsteföretaget Société des bains de mer de Monaco och anläggningen betraktas tillhöra Monaco trots att den ligger i grannlandet. Den designades av den skotske professionella golfspelaren Willie Park Jr och invigdes den 16 november 1911.
Golfbanan har 18 hål och är totalt 5 679 meter och där par är 72.